# トマス・エジャートン (初代ブラックリー子爵)
初代ブラックリー子爵トマス・エジャートン（英語: Thomas Egerton, 1st Viscount Brackley, PC, 1540年 - 1617年3月15日）は、イングランドの法律家、政治家、廷臣、貴族。
法廷弁護士として司法職で出世し、庶民院議員も務めたのち、1596年から1617年にかけて大法官及び国璽尚書を務めた。
1603年にエルズミア男爵、1616年にブラックリー子爵に叙された。ブリッジウォーター伯爵（公爵）エジャートン家の祖にあたる。

## 経歴
1540年にサー・リチャード・エジャートンの私生児の息子として生まれる。母は父のメイドであるアリス・スパーク。
1556年にオックスフォード大学ブレーズノーズ・カレッジへ進学。その後リンカーン法曹院で学び、1572年には法廷弁護士資格を取得した。
司法職で出世し、1581年から1592年にかけて法務次官、1587年にはリンカーン法曹院の会計官、1592年から1594年にかけては法務長官、1594年から1603年にかけては記録長官を務めた。
また1584年から1587年にかけてはチェシャー選挙区から選出されて庶民院議員も務めた。
エリザベス1世の治世はバーリー男爵ウィリアム・セシル、ロバート・セシル（後の初代ソールズベリー伯）父子とエセックス伯ロバート・デヴァルーの派閥抗争が人事にも絡み、1594年にエジャートンが辞任した後の法務長官を巡りセシル父子はエドワード・コークを、エセックス伯はフランシス・ベーコンを推薦した。エリザベス1世の意向もあり法務長官はコークが就任した。
エジャートンはエセックス伯派に属し、感情の抑制が出来ない彼に克己心を持つことを忠告したり、エセックス伯が女王と揉めると服従することを呼びかけたりしている。しかしエセックス伯が忠告を聞かず、1599年にアイルランド遠征に失敗して女王の怒りを買い失脚すると、女王の命令に従いエセックス伯の身柄を預かり、1601年2月8日に女王の使者としてコークらと共にエセックス伯の屋敷を訪問したが、クーデターを起こす決意を固めたエセックス伯により屋敷に閉じ込められた（直後のクーデターは失敗しエセックス伯は捕らえられて処刑された）。
1596年に枢密顧問官に列するとともに国璽尚書に就任した。1603年7月にはエルズミア男爵に叙されるとともに大法官に転任し、1617年3月3日まで務めた。在任中はコモン・ローを重視しジェームズ1世の司法介入に反対するコークと対立、ベーコンと共に国王大権を擁護する側に回り、議会やコークに率いられたコモン・ロー裁判所を大権を侵害していると非難、コークの著書『判例集』も「王権を軽んじている」「内容が粗雑」と批判している。ただし、『判例集』にも「沢山の良い点がある」と一定の評価を与えている。
1613年から1614年にかけては委員会制になっていた大蔵卿の第一卿を務めた。
また1610年から1617年にかけてオックスフォード大学学長を務めた。この役職に就いていた1611年にオックスフォード大学セント・ジョンズ・カレッジの学寮長選挙が行われ、大学で非主流派だった反カルヴァン主義のウィリアム・ロードの立候補にカルヴァン主義者から訴えがあった。エルズミア男爵はジェームズ1世に訴えを伝えたが選挙実施が承認され、選挙で当選したロードは大学改革と出世に邁進していった。
1616年11月にブラックリー子爵に叙せられるも翌1617年3月15日に死去した。爵位は次男ジョン・エジャートンが継承した。

## 栄典

### 爵位
1603年7月21日に以下の爵位を新規に叙せられた。
- シュルーズベリー州におけるエルズミアの初代エルズミア男爵 (1st Baron Ellesmere, of Ellesmere in the County of Shrewsbury)
(勅許状によるイングランド貴族爵位)

1616年11月7日に以下の爵位に新規に叙せられた。
- ノーサンプトン州におけるブラックリーの初代ブラックリー子爵 (1st Viscount Brackley, of Brackley in the County of Northampton)
(勅許状によるイングランド貴族爵位)

## 家族
1576年以前にエリザベス・レーヴェンスクロフト(生年不詳-1588)と最初の結婚をした。彼女との間に以下の2男1女を儲ける。
- 長男トマス・エジャートン (1579以前-1599)
- 次男ジョン・エジャートン（英語版） (1579-1649) - 第2代ブラックリー子爵を継承。初代ブリッジウォーター伯爵に叙される。
- 長女メアリー・エジャートン (生没年不詳) - 庶民院議員・弁護士サー・フランシス・リー（英語版）と結婚

最初の妻との死別後、1596年頃にエリザベス・モア(1552-1600)と再婚。彼女とも死別した後の1600年にサー・ジョン・スペンサーの娘でダービー伯爵ファーディナンド・スタンリーの未亡人アリス・スペンサー(1559-1637)と再婚した。しかしこの2番目と3番目の妻との間に子供はなかった。